# Uurcirkel

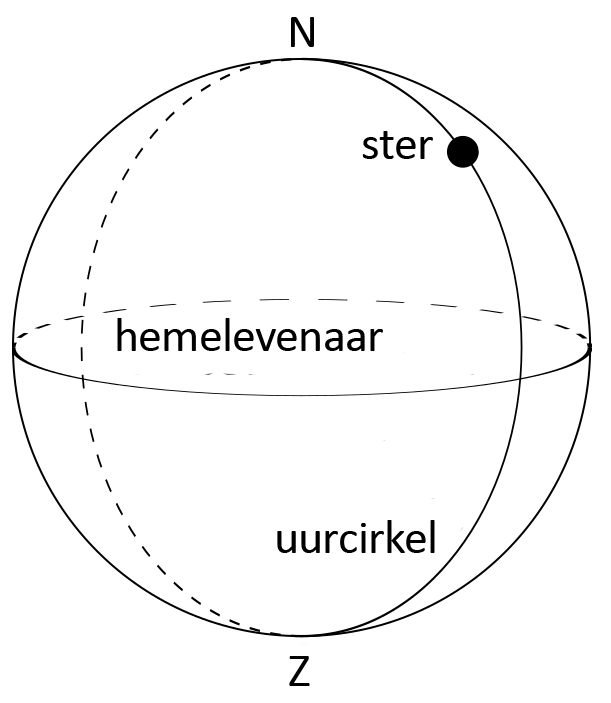
Uurcirkel

In de astronomie is de uurcirkel van een punt op de hemelbol de halve grootcirkel door het punt en de hemelpolen. De uurcirkel staat loodrecht op de hemelevenaar. Uurcirkels worden genoemd naar de tijd die de Aarde nodig heeft om de hoek tussen de uurcirkel door het stijgende lentepunt en de betreffende uurcirkel te doorlopen. Zo is bijvoorbeeld de uurcirkel van 2 uur de uurcirkel door het punt dat  2/24 × 360° = 30° oostelijk ligt van het stijgende lentepunt. 
In het astronomische coördinatenstelsel van declinatie en rechte klimming wordt de rechte klimming van een object bepaald met behulp van de uucirkel. De uurhoek tussen twee objecten is het verschil tussen de uurcirkels van de twee.